# Helmholtzstraße 4 (Weimar)

Ludwig von Hofmann

Das Gebäude Helmholtzstraße 4 (ehemals Elisabethstraße 2) in Weimar ist das einstige Wohn- und Ateliergebäude des Weimarer Kunstprofessors und Malers an der Weimarer Malerschule Ludwig von Hofmann. Idee und Plan kam hierzu von dem Maler Wilhelm Gallhof.
Das Ateliergebäude steht auf der Liste der Kulturdenkmale in Weimar (Einzeldenkmale) unter der Hausnummer 4. Das vor 1908 entstandene Gebäude wurde von Bruno Röhr entworfen. Das ebenfalls von Röhr entworfene Wohnhauspaar selbst ist nicht erhalten. An der Stelle stehen schmucklose Nachfolgebauten. 